# 854
Évszázadok: 8. század – 9. század – 10. század
Évtizedek: 800-as évek – 810-es évek – 820-as évek – 830-as évek – 840-es évek – 850-es évek – 860-as évek – 870-es évek – 880-as évek – 890-es évek – 900-as évek
Évek: 849 – 850 – 851 – 852 –  853 – 854 – 855 – 856 – 857 – 858 – 859

## Események

### Európa
- A három frank király, I. Lothár, Német Lajos és Kopasz Károly Attignyban találkozik.
- Az aquitániai nemesség fellázad Kopasz Károly nyugati frank király ellen és felajánlják a trónt Német Lajos keleti frank királynak. Az a középső fiának, Ifjabb Lajosnak adja a lehetőséget, aki sereggel Aquitániába vonul, de a helyi támogatás hiánya miatt hamarosan hazatér.
- II. Pippin, a kolostorba zárt volt aquitániai király megszökik és felkelést szít trónja visszaszerzése érdekében.
- Rasztiszlav morva fejedelem fellázad hűbérura, Német Lajos ellen és szövetkezik I. Borisz bolgár kánnal (akit állítólag Kopasz Károly is lepénzelt). Borisz megtámadja a frank vazallus horvátokat, de egy döntetlen eredményű csata után visszavonul, majd békét köt I. Trpimir horvát fejedelemmel.
- Először említik Ulmot.
- I. Horik dán király unokaöccse, Guttorm visszatér a száműzetésből, hogy magának követelje a trónt. Az ezt követő csatában a dinasztia minden felnőtt férfitagja elesik, csak egy Horik nevű gyerek (talán a király unokája) marad életben, akit a klánok egy ideig elismernek királynak (a 860-870-es években azonban Dánia hosszabb időre gyakorlatilag szétesik).
- Æthelwulf wessexi király római zarándoklatra készül és előtte a királyi birtokok tizedét szétosztja az egyház és a nemesség között.
- Meghal Æthelweard kelet-angliai király. Utódja (Mártír) Edmund.

## Születések
- Al-Mutadid, abbászida kalifa

## Halálozások
- Æthelweard, kelet-angliai király
- I. Horik, dán király

## Fordítás
- Ez a szócikk részben vagy egészben  a(z)   854 című angol Wikipédia-szócikk ezen változatának fordításán alapul.  Az eredeti cikk szerkesztőit annak laptörténete sorolja fel. Ez a jelzés csupán a megfogalmazás eredetét és a szerzői jogokat jelzi, nem szolgál a cikkben szereplő információk forrásmegjelöléseként.